# Стрижак, Яков Андреевич
Яков Андреевич Стрижак (1891, Александро-Акацатово, Херсонская губерния — 1924, Мосальский уезд, Калужская губерния) — российский и советский деятель государственной охраны и военный деятель, первый комендант Московского Кремля.

## Биография
Яков Стрижак родился в 1891 году.
Работал в Петрограде в Таврическом дворце.
11 марта 1918 года секретарь ВЦИКа Варлаам Аванесов поручил Стрижаку подобрать и при необходимости реквизировать помещения для переезда Совета народных комиссаров из Петрограда в Москву. 12 марта вступил в должность коменданта Московского Кремля, однако проработал на ней всего две недели — до 26 марта. Сменивший его в должности Павел Мальков допустил, что такой короткий срок обусловлен рядом инцидентов, к которым привёл педантизм Стрижака. В частности, он отказался выдать консервы отряду латышских стрелков, указав им на отсутствие необходимых документов.
В том же году охранял московскую гостиницу «Националь», дома ВЦИКа. Был комендантом Большого театра, принимавшего основные государственные форумы, а также V и VI Всероссийских съездов Советов.
В 1919 году был комендантом Юго-Западного фронта Гражданской войны, начальником красноармейских гарнизонов в Серпухове, Курске, Харькове.
17 декабря 1920 года приказом Реввоенсовета награждён именными золотыми часами.
С 1922 года работал во ВЦИКе.
Трагически погиб в 1924 году в одной из деревень Мосальского уезда Калужской губернии, приехав сюда на родину жены. Похоронен в Мосальске — сначала на Коммунистическом кладбище, затем прах перенесли на братское кладбище.